# 13085 Borlaug
13085 Borlaug è un asteroide della fascia principale. Scoperto nel 1992, presenta un'orbita caratterizzata da un semiasse maggiore pari a 2,7532826 UA e da un'eccentricità di 0,0820963, inclinata di 0,19210° rispetto all'eclittica.